# 770
| 770                |
| ------------------ |
| Dødsfald - Fødsler |
|                    |

| Gregoriansk kalender | 770 DCCLXX              |
| Ab urbe condita      | 1523                    |
| Armensk kalender     | 219 ԹՎ ՄԺԹ              |
| Kinesiske kalender   | 3466 – 3467 己酉 – 庚戌 |
| Etiopisk kalender    | 762 – 763               |
| Jødisk kalender      | 4530 – 4531             |
| Hindukalendere       |                         |
| - Vikram Samvat      | 825 – 826               |
| - Shaka Samvat       | 692 – 693               |
| - Kali Yuga          | 3871 – 3872             |
| Iransk kalender      | 148 – 149               |
| Islamisk kalender    | 153 – 154               |

Se også 770 (tal)

## Dødsfald
- Du Fu, kinesisk digter (født 712)